# Guardia Mora

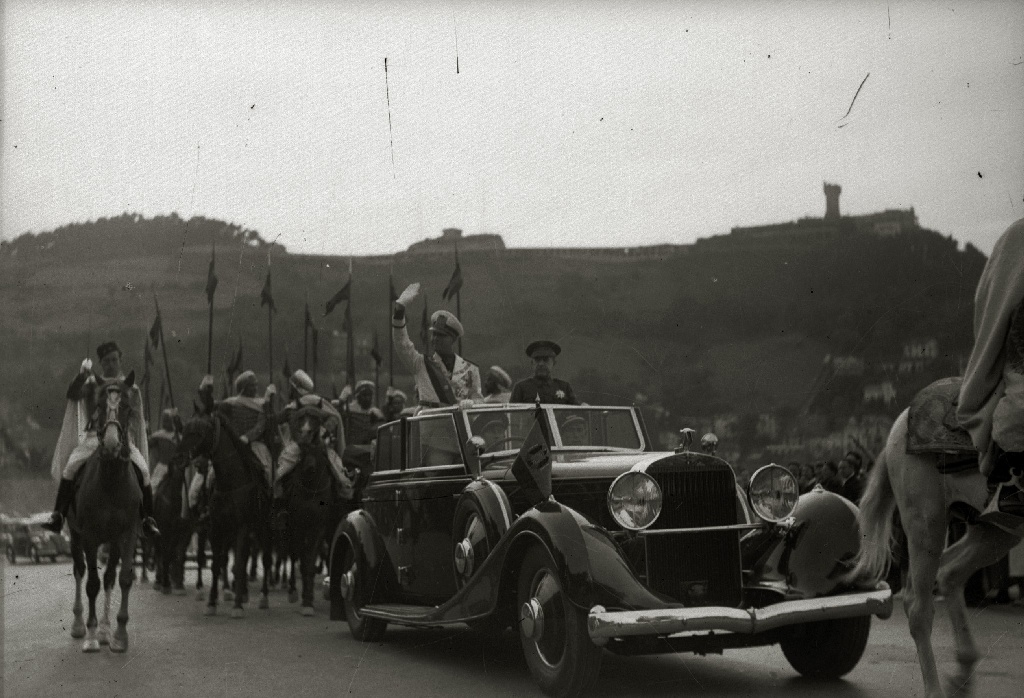
La Guardia Mora accompagna il conte Ciano e il conte di Jordana a San Sebastián, 12 luglio 1939.

La Guardia Mora (Guardia moresca), ufficialmente Guardia de Su Excelencia el Generalísimo (It: Guardia di Sua Eccellenza il Generalissimo) è stata la scorta cerimoniale personale di Francisco Franco. Fu formata nel febbraio del 1937 da personale proveniente dalla Guardia Civil di Tétouan e dal II Tabor del Grupo de Regulares de Tetuan n. 1. Il loro mantello bianco e rosso con cappuccio, basato sul chilaba, era indossato sopra l'uniforme bianca da parata degli ufficiali regolari.
La Guardia Mora non era controllata dai militari spagnoli, ma dalla Casa Militar de Su Excelencia el Generalísimo y Jefe del Estado, la Casa Militare di Sua Eccellenza il Generalissimo e Capo di Stato.

## Storia
La Guardia Mora ha le sue origini nelle prime fasi della guerra civile spagnola. Nel luglio 1936 come comandante militare delle Isole Canarie, il generale Francisco Franco riuscì a volare nel Marocco spagnolo, dove prese il controllo dell'esercito spagnolo africano, costituito principalmente da regolari marocchini e unità della legione spagnola. Queste truppe professionali furono trasportate in Spagna e iniziarono ad avanzare verso Madrid. Già nell'ottobre 1936, quando fu nominato capo di stato durante una cerimonia ufficiale a Burgos, Franco partecipò all'evento accompagnato da una scorta formata da soldati marocchini degli attuali reggimenti regolari, montati a cavallo. Successivamente, Franco ha iniziato a frequentare eventi pubblici affiancato da una grande scorta di guardie marocchine. Lo storico britannico Paul Preston ha sottolineato che la Guardia Mora divenne un simbolo in sé e il miglior esempio del nuovo potere che si stava costruendo attorno alla figura di Franco.
Dopo la fine della guerra civile nel 1939 le unità marocchine dell'Esercito d'Africa furono o sciolte o restituite al Marocco spagnolo, ma un gruppo selezionato di soldati e ufficiali rimase sulla penisola, come guardie montate, svolgendo funzioni cerimoniali e fornendo protezione al Capo di Stato.
Quando Franco trasferì la sua residenza ufficiale a Madrid, la Guardia Mora lo seguì e, una volta stabilita nella capitale, arrivarono ad avere un quartier generale permanente nel Palazzo di El Pardo, residenza ufficiale del Generalissimo.
La parte moresca della Guardia Mora fu sciolta nel 1956, dopo l'indipendenza del Marocco e la Guardia continuò con il solo personale spagnolo. Alla morte di Franco e all'ascensione del re Juan Carlos come capo dello stato, il reggimento di guardia fu integrato nel nuovo esercito sotto il re e costituì la base del "Reggimento della Guardia Reale" (Regimiento de la Guardia Real); che poi diventerà la moderna Guardia Real.